# 杂物间
杂物间，又稱儲物間、儲物室、雜物室、雜物房、士多房（取英語「Store Room」譯音，士多房的士多一詞的意思是指儲存、儲物、存放，與辦館、雜貨店的俗稱士多完全無關），是住宅中一个專門存放日常不太用的物品的房間，也有人會在雜物間存放反季節的衣物。此外還有不少人在杂物间洗衣服，因而有些杂物间中會配備洗衣機、乾衣機、熨烫、熨斗等洗衣设备。